# 原信夫
原 信夫（はら のぶお、本名・塚原 信夫（つかはら のぶお）、1926年11月19日 - 2021年6月21日）は、日本のジャズミュージシャン。テナーサックス奏者。富山県富山市出身。

## 経歴・人物
1926年、樺太で誕生。料理人であった実父が、富山県滑川町（現滑川市）で料理旅館兼映画館を営む親類を頼り、移住。間もなく実母が亡くなり、東岩瀬で漁業を営む塚原家の養子になった。岩瀬尋常小学校時代に音楽教師の勧めでコルネットを吹き始め、岩瀬尋常高等小学校を卒業後、富山市の機械工業青年学校のブラスバンド部に入り、テナーサックスに出会った。
1943年、大日本帝國海軍軍楽隊に入団。横浜海兵団に配属され、終戦まで海軍軍楽隊で過ごす。第二次世界大戦終結後、大日本帝國海軍軍楽隊が解散した為、富山へ帰郷したが、音楽が忘れられず上京。東宝交響楽団の入団試験を受けたが、軍楽隊時代の先輩から「ジャズをやろう」と誘われ、ジャズマンへの道を進むことを決意する。
1950年、神奈川県横浜市のキャバレーで演奏していたバンド『ムーンライト』に参加。テナーサックスを吹く。その後、ムーンライトのリーダーに就任し、活動場所を横浜から東京都品川区にあった在日アメリカ合衆国軍のクラブ（ヴィラ・クラブ）へ移す。品川への活動拠点を機に、芸名を『原信夫』に改め、バンド名もムーンライトから『シャープス・アンド・フラッツ（♯&♭）』に改名。アメリカ人に「ツカハラ」の発音が困難と言われたのが契機。以後、『シャープスアンドフラッツ』を率いてカウント・ベイシー始め、北村英治、前田憲男ら多くの有名ジャズマンたちと共演。江利チエミや美空ひばりとも、コンサートでの演奏やレコーディングを通じて、多数共演。
Art Blakey And The Jazz Messengersの『Tokyo 1961』（Somethin' Else）1961年、『Tokyo 1961 + London 1965』（Impro Jazz）1961年、1965年録音でリー・モーガン、ウェイン・ショーター、ボビー・ティモンズと共演した。
『原信夫とシャープス・アンド・フラッツ』として、1963年『第14回NHK紅白歌合戦』から1969年『第20回NHK紅白歌合戦』まで、さらに1971年『第22回NHK紅白歌合戦』、1974年『第25回NHK紅白歌合戦』において、紅組の演奏を担当した。また、『歌のグランド・ショー』などのNHKの音楽番組にも、専属バンドとして出演した。
原はバンドリーダーだけでなく、美空ひばりを始めとする多くの歌手に、作曲家としても楽曲の提供を行っている他、山口県豊浦町（現・下関市）で毎年7月に行われていた「マリンピアくろいジャズフェスティバル」では構成・演出も手がけていた。1990年頃より原自身やバンドの所属メンバーなどが、全国の学校のブラスバンド部を訪れて音楽の指導を行っている。
2001年4月8日、シャープスアンドフラッツ結成50周年リサイタルを東京・渋谷のオーチャードホールで開催。
2008年、原は自身が81歳の高齢となったこともあり、シャープスアンドフラッツ結成57周年を機に、音楽界の第一線を退くことを明らかにした。2008年秋からシャープスアンドフラッツファイナル・コンサートツアーを行い、2010年2月11日のアクトシティ浜松大ホールでのコンサートを最後に音楽活動に終止符を打った。
ファイナルコンサートツアー中には東京JAZZ2009に出演したほか、2009年9月6日には皇居東御苑・桃華楽堂にて木曜会（宮内庁及び皇宮警察本部幹部職員の団体）主催の「天皇皇后両陛下御成婚50年及び天皇陛下御即位20年奉祝行事」にも出演、天皇・皇后および皇族の前で演奏を披露（桃華楽堂でジャズが演奏されること自体が極めて異例。この演奏は一般非公開だった）。
2016年11月19日、アクトシティ浜松　大ホールにて『ビッグボス原信夫　卒寿フェスティバル』を開催。原のトークショーと共にファイナルコンサート以来のシャープスアンドフラッツ復活コンサートが行われた。
2021年6月21日、肺炎のため東京都内の病院で死去した。94歳没。

## 作曲作品
- 『笑顔と涙の遠い道』『真赤な太陽』『むらさきの夜明け』『ひばり音頭』（歌：美空ひばり）
- 『古都』（インストゥメンタル曲）

## 出演作品

### テレビ
- 第14回NHK紅白歌合戦（1963年）紅組演奏
- 第15回NHK紅白歌合戦（1964年）紅組演奏
- 第16回NHK紅白歌合戦（1965年）紅組演奏
- 第17回NHK紅白歌合戦（1966年）紅組演奏
- 第18回NHK紅白歌合戦（1967年）紅組演奏
- 第19回NHK紅白歌合戦（1968年）紅組演奏（後半担当）
- 第20回NHK紅白歌合戦（1969年）紅組演奏（前半担当）
- 第22回NHK紅白歌合戦（1971年）紅組演奏
- 第25回NHK紅白歌合戦（1974年）紅組演奏

### ラジオ
- わが人生に乾杯! （2009年2月5日 NHKラジオ第一放送） - 小学校の先生の勧めでコルネットを吹き始めたこと、海軍軍楽隊のこと、シャープスアンドフラッツ、江利チエミ、美空ひばり母子のことなどを語った。

## 賞詞
- 南里文雄賞（1982年）
- 芸術祭優秀賞（1983年）
- 紫綬褒章（1988年）
- 勲四等旭日小綬章（1998年）
- 第38回日本レコード大賞功労賞（1996年）